# Daniel Gooch
Daniel Gooch (ur. 24 sierpnia 1816 w Bedlington, zm. 15 października 1889 w Clewer Park k. Windsor) – brytyjski inżynier, pionier kolejnictwa i polityk, baronet.
Karierę zawodową rozpoczął w hucie żelaza, następnie pracował dla George’a i Roberta Stephensonów. W 1837 roku został mianowany przez Isambarda Kingdoma Brunela nadzorcą budowy lokomotyw w spółce kolejowej Great Western Railway (GWR). Pierwsze zaprojektowane przez Goocha lokomotywy – klasy North Star i Fire Fly – zbudowane zostały przez podwykonawców. W 1840 roku w liście do Brunela postulował otworzenie przez GWR własnych zakładów produkcyjnych, które zlokalizowane miały być we wsi Swindon. Budowa fabryki zapoczątkowała gwałtowny rozwój miejscowości, która wkrótce rozrosła się do wielkości miasta. Zakłady osiągnęły zdolność produkcyjną w połowie lat 40. XIX wieku, a pierwszą lokomotywą Goocha, która je opuściła był „Great Western”, prekursor klasy Iron Duke. W 1851 roku inna lokomotywa tej samej klasy, „Lord of the Isles”, została nagrodzona złotym medalem na Wielkiej Wystawie w Londynie. Gooch zakończył pracę dla GWR w 1864 roku. Na podstawie jego projektów zbudowanych zostało 505 lokomotyw, w tym 407 przeznaczonych dla kolei szerokotorowych, których Gooch był orędownikiem.
W latach 1865–1866 nadzorował kładzenie pierwszego transatlantyckiego kabla telegraficznego z wykorzystaniem statku SS „Great Eastern”, za co w 1866 roku uhonorowany został tytułem baroneta.
W latach 1865–1885 zasiadał w brytyjskiej Izbie Gmin jako poseł z ramienia Partii Konserwatywnej, reprezentując okręg Cricklade.

## Galeria

Lokomotywy projektu Goocha
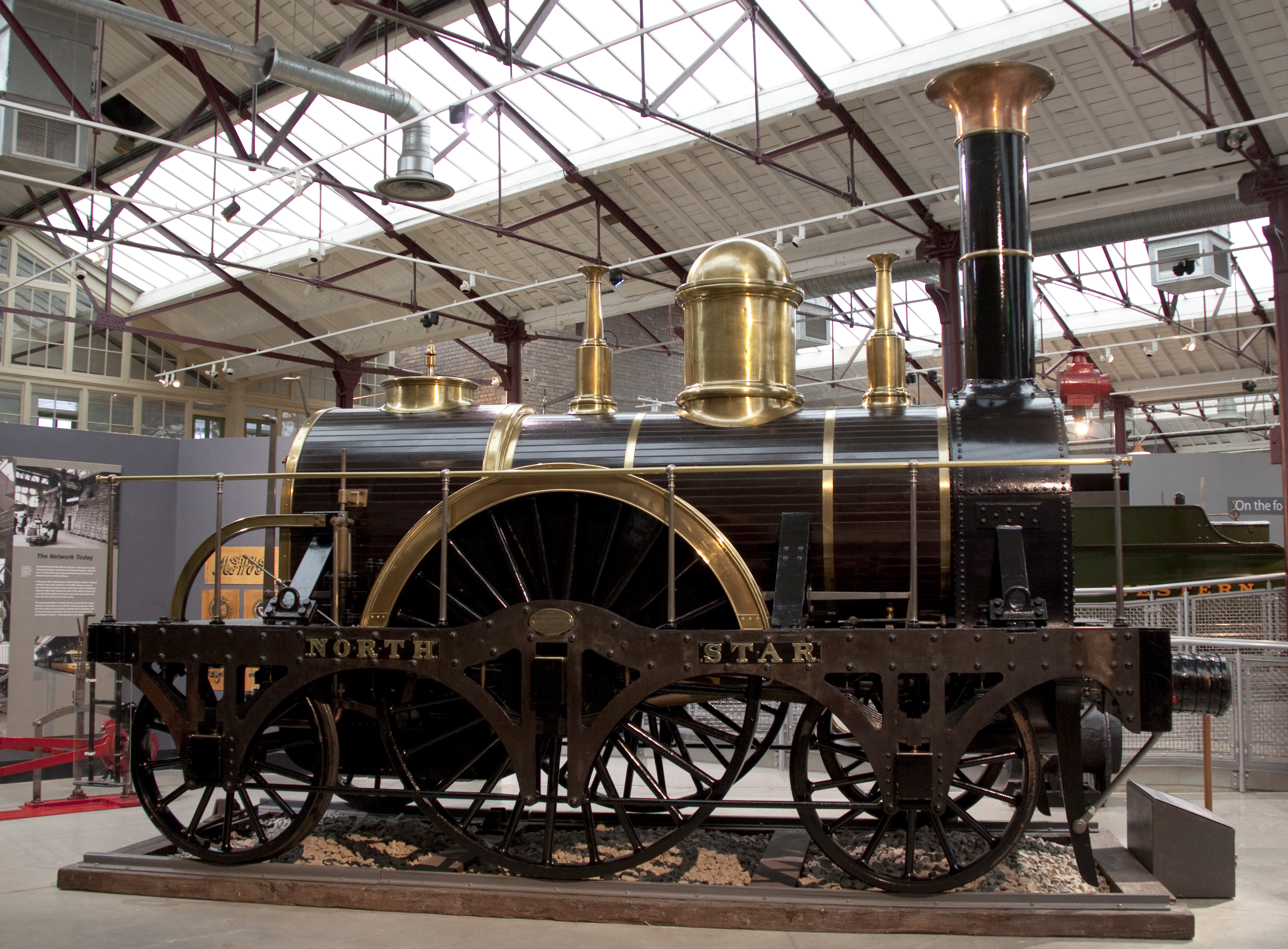
Replika „North Star”
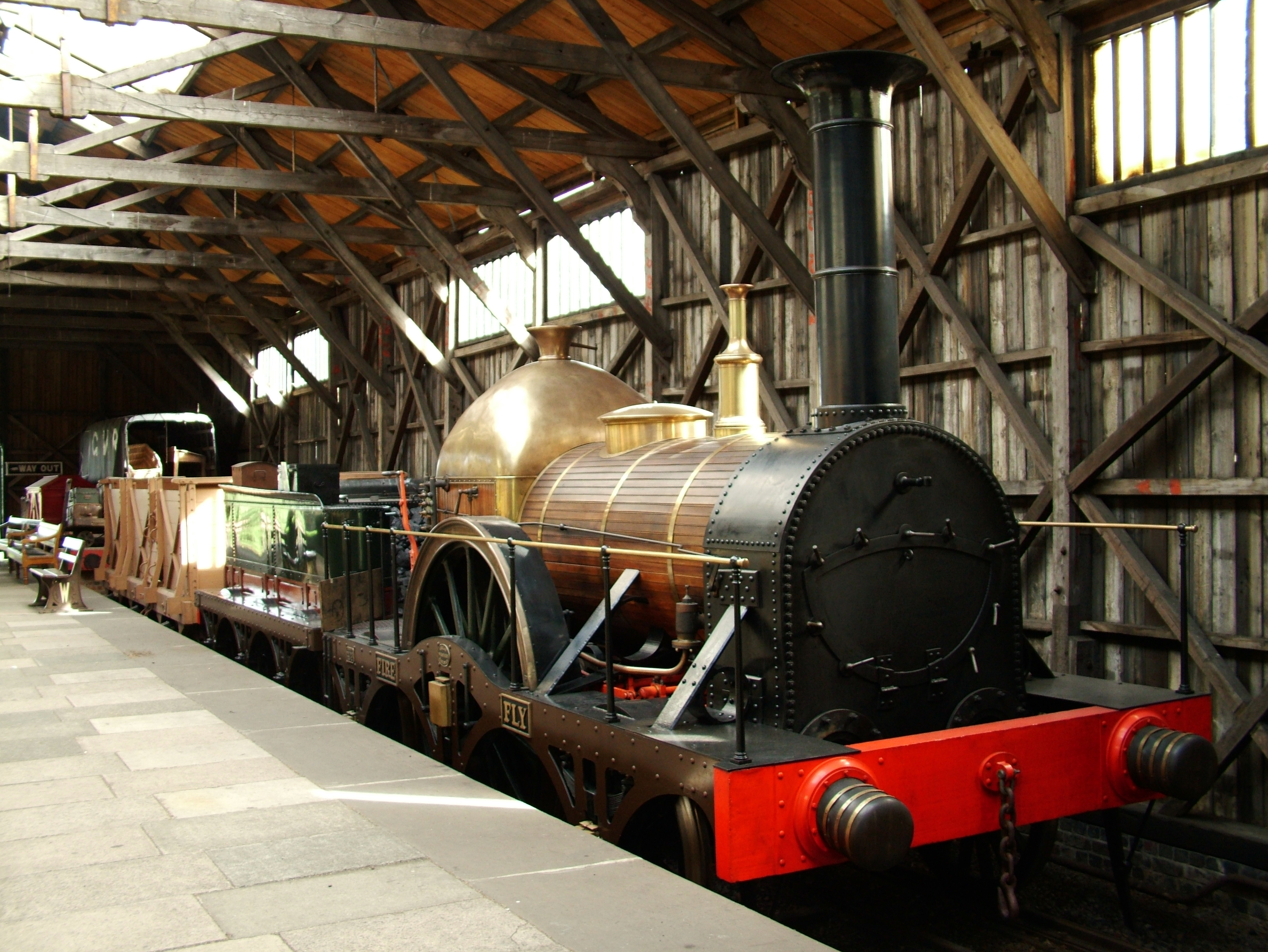
Replika „Fire Fly”
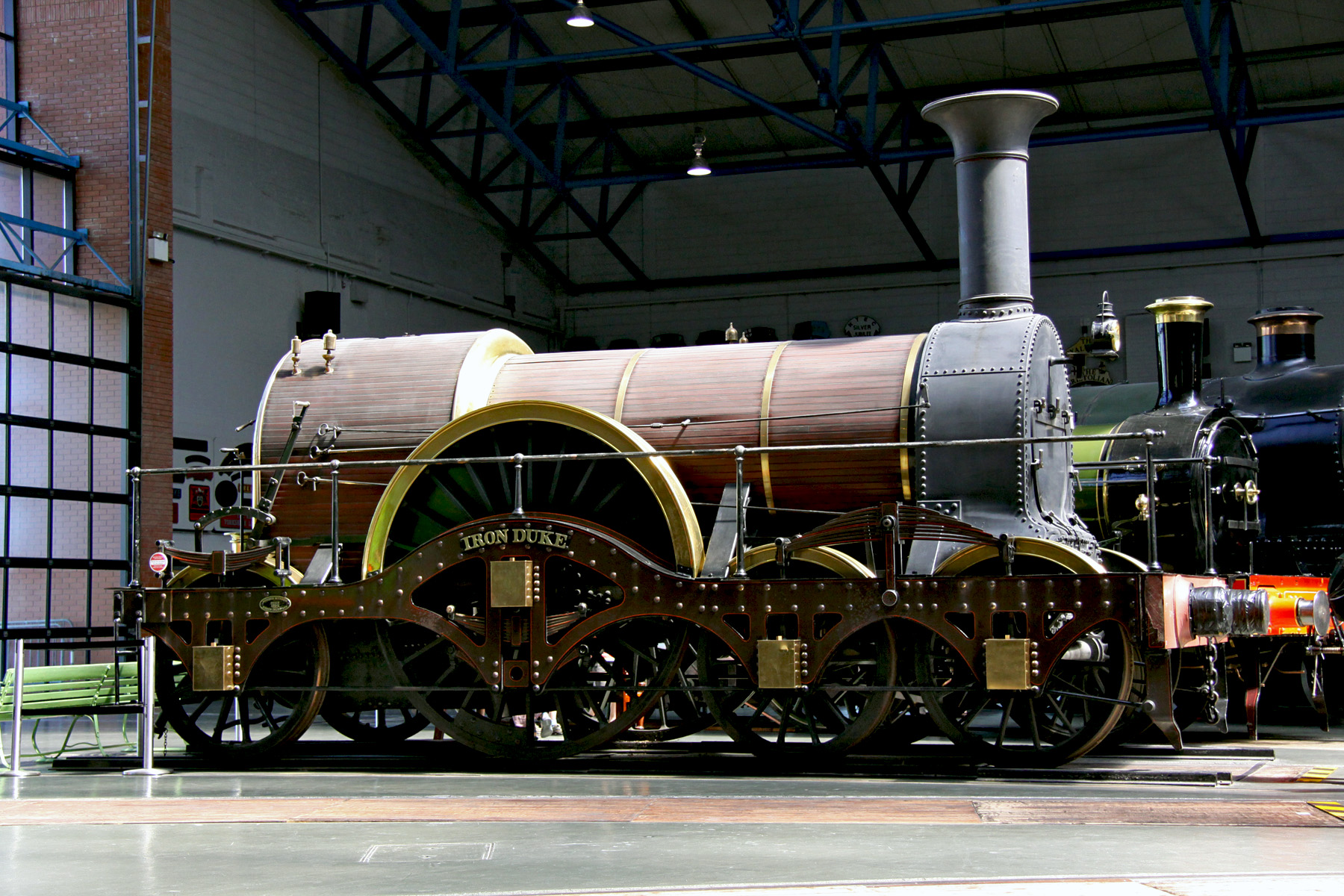
Replika „Iron Duke”